# طرشوب
قرية طرشوب هي إحدى القرى التابعة لمركز ببا في محافظة بني سويف في جمهورية مصر العربية. حسب إحصاءات سنة 2006، بلغ إجمالي السكان في طرشوب 6002 نسمة، منهم 3014 رجل و2988 امرأة.